# Малюс, Этьенн Луи
Этьенн Луи Малю́с (фр. Étienne Louis Malus; 23 июля 1775[…], Париж, Королевство Франция — 24 февраля 1812[…], Париж, Первая французская империя) — французский инженер, физик и математик.

## Военная карьера
В 1793 году Малюс поступил в Инженерное училище в Мезьере, которое, однако, принуждён был вскоре оставить; перейдя в Политехническое училище, он под руководством Гаспара Монжа деятельно занялся изучением математических наук. По окончании училища, в 1796 году, Малюс поступил в действующую армию и принимал участие в экспедиции Наполеона в Египет. В 1801 году Малюс вернулся во Францию, в 1802—1803 году работал на фортах в Лилле, затем в других крепостях. С 1806 по 1809 гг. был помощником начальника крепости Страсбург.

## Научная работа
Затем был призван в Париж, где занял должность экзаменатора при Политехническом училище. Работы его относятся почти исключительно к оптике; первые исследования (1800—1807) по аналитической оптике не представляют интереса, так как изложены с точки зрения ньютоновой теории света. В 1808 году Малюс открыл явление поляризации света при отражении от прозрачных сред. Одновременно с Ж.-Б. Био и независимо от него открыл поляризацию света при преломлении. В 1810 году создал теорию двойного лучепреломления света в кристаллах. Открыл закон, впоследствии названный его именем, об интенсивности линейно поляризованного света, прошедшего через поляризатор. Предложил способ определения направления оптической оси кристалла.
Малюс до конца своей жизни был ярым приверженцем теории эмиссии (ньютоновой теории света). Явление поляризации он объяснял тем, что частицы света имеют «полюсы», как магниты. В обычном свете полюсы разных частиц направлены беспорядочно. При поляризации отсортировываются лишь частицы света с определёнными направлениями полюсов. От слова «полюс» Малюс придумал название явления: «Поляризация света».

## Признание
Мемуар Малюса о явлениях поляризации при отражении и двойном лучепреломлении был премирован Парижской академией и награждён Лондонским королевским обществом медалью Румфорда. В 1810 году Малюс был избран в члены Французской академии наук.
Имя Малюса выбито в списке 72 имён на Эйфелевой башне.